# Amtsgericht Grimmen

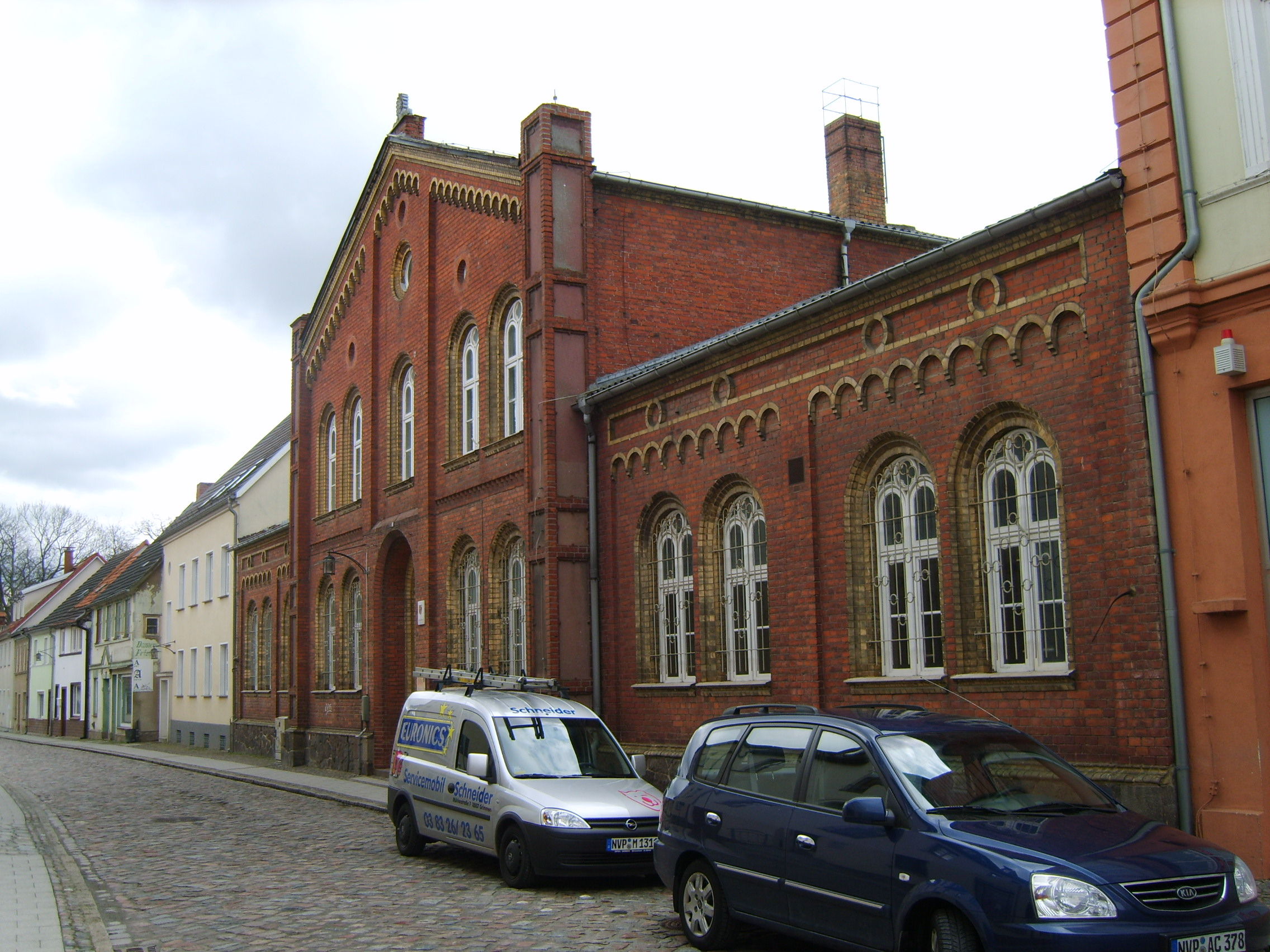
Gebäude des ehemaligen Amtsgerichtes Grimmen (2008)

Das Amtsgericht Grimmen war ein Gericht der ordentlichen Gerichtsbarkeit des Landes Mecklenburg-Vorpommern im Bezirk des Landgerichtes Stralsund.

## Gerichtssitz und -bezirk
Das Gericht hatte seinen Sitz in der Stadt Grimmen. Der Gerichtsbezirk umfasste das Gebiet des damaligen Landkreises Grimmen. Am 31. Dezember 1997 wurde das Gericht aufgehoben und in eine Zweigstelle des Amtsgerichtes Stralsund umgewandelt. Die Zweigstelle wurde am 1. Juni 2008 geschlossen.

## Gebäude
Das Gericht befand sich in einem denkmalgeschützten Gebäude in der Hafenstraße 14. Auch die Zweigstelle war in dem 1838 erbauten Backsteinbau untergebracht.

## Übergeordnete Gerichte
Dem Amtsgericht Grimmen war das Landgericht Stralsund übergeordnet. Zuständiges Oberlandesgericht war das Oberlandesgericht Rostock.